# 山神駅
山神駅（やまがみえき）は、かつて岐阜県土岐市下石町にあった東濃鉄道駄知線の駅である。
駄知線では最も標高の高い所にあった。また山神集落から外れた所に位置していたため旅客量は線内で最も少なく、貨物取扱量も少なかった。

## 歴史
- 1922年（大正11年）10月10日：下石駅 - 当駅間開業に際し、駄知鉄道の駅として開業。
- 1923年（大正12年）1月22日：当駅 - 駄知駅間開業により中間駅となる。
- 1944年（昭和19年）3月1日：合併により東濃鉄道駄知線の駅となる。
- 1972年（昭和47年）7月13日：水害による橋梁流失に伴い全線で営業休止。
- 1974年（昭和49年）10月21日：駄知線廃線により廃止。

## 現況
駅跡地には、プラットホームが一部分残っている場所がある。なお、駅の東側にかつて存在した橋梁は、橋桁が外され橋台部分のみ残っている。

## 隣の駅
東濃鉄道
駄知線
下石駅 - 山神駅 - 駄知駅